# III rama komunikacyjna w Poznaniu

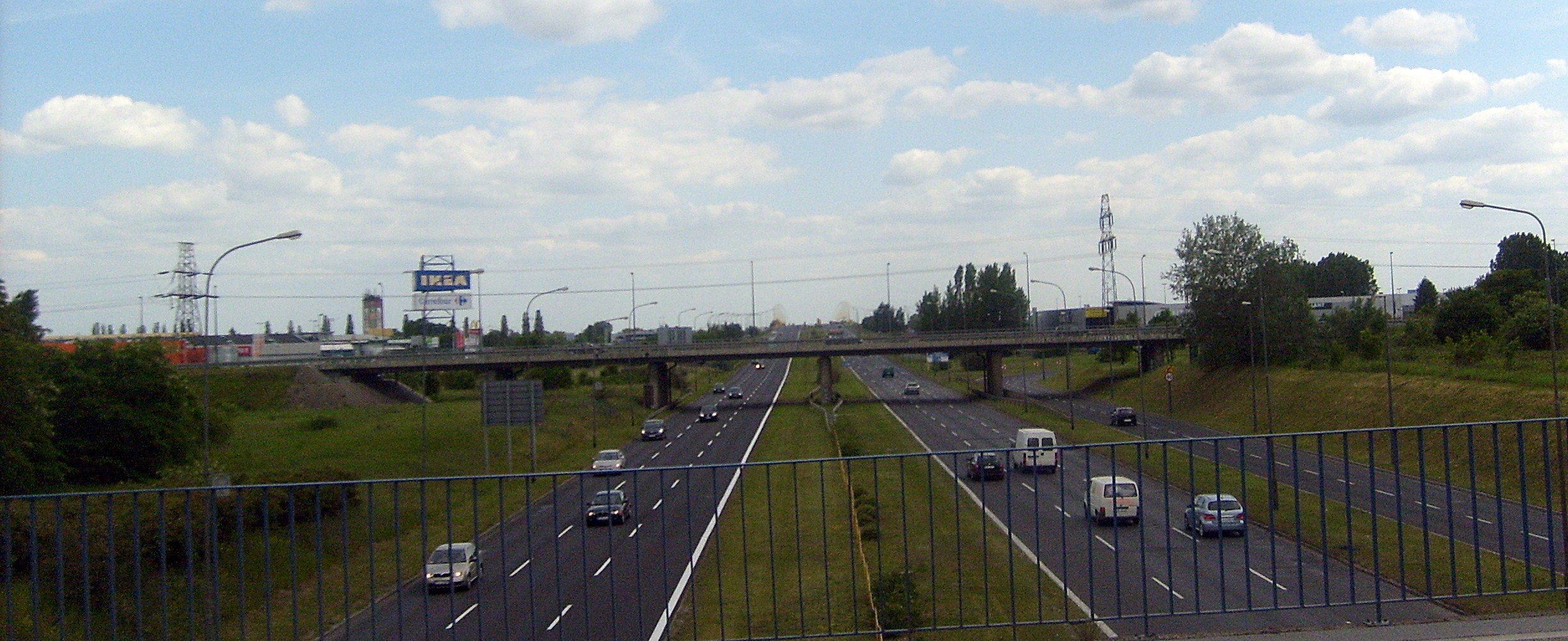
Wiadukt III ramy nad ul. B. Krzywoustego (trasa katowicka).

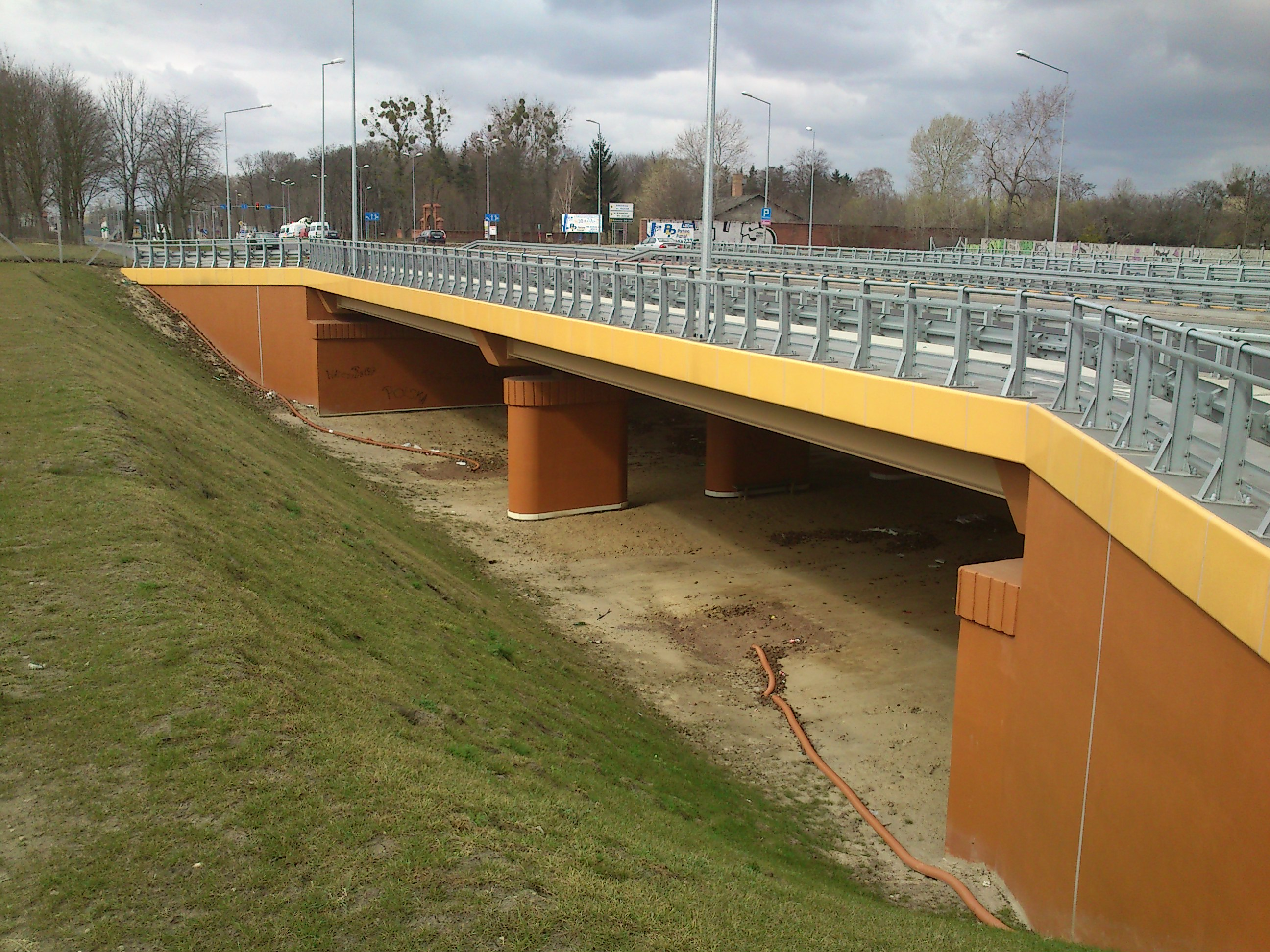
Wiadukt na Edwardowie w ciągu ul. Bukowskiej nad projektowaną III ramą.

III rama komunikacyjna – planowana dwujezdniowa, dwu- lub trzypasmowa droga szybkiego ruchu w Poznaniu, mająca ułatwić komunikację pomiędzy poszczególnymi dzielnicami miasta.
Jedynym fragmentem III ramy wybudowanym po powstaniu jej koncepcji jest ulica Szwedzka na Franowie (niedaleko sklepu sieci IKEA i parku handlowego), połączona niepełnym węzłem typu „trąbka” z ul. Krzywoustego (droga wojewódzka nr 433). Wybudowano ok. 600 m drogi w profilu docelowym oraz ok. 700 m drogi jednojezdniowej wraz z jednojezdniowym wiaduktem. Część wcześniej istniejących ulic (Lechicka, Lutycka i Bałtycka) pokrywa się z planem wytyczonym dla III ramy, są to jednak ulice jednojezdniowe i wymagają przebudowy.
W 2008 roku oszacowano koszt inwestycji na 9,14 miliarda złotych.
Planowana jest dobudowa bezpośredniej łącznicy między ulicą Krzywoustego, od strony południowo-wschodniej, a ulicą Szwedzką, której rolę obecnie pełnią drogi w sąsiedztwie parku handlowego (m.in. ulica Klenowska).